# Salicornia ramosissima
Salicornia ramosissima é uma espécie de planta com flor pertencente à família Chenopodiaceae. 
A autoridade científica da espécie é J.Woods, tendo sido publicada em Bot. Gaz. (London) 3(27): 29. 1851.

## Portugal
Trata-se de uma espécie presente no território português, nomeadamente em Portugal Continental.
Em termos de naturalidade é nativa da região atrás indicada.
É uma planta halófita (tolerante à água salgada) que cresce nos sapais dos estuários e lagunas e faz parte da flora nativa de Portugal. Atinge cerca de 30 cm de altura e apresenta caules carnudos. As folhas, verdes durante a primavera e verão, e avermelhadas durante o outono, têm forma de escama, conferindo à planta uma forma peculiar.

## Protecção
Não se encontra protegida por legislação portuguesa ou da Comunidade Europeia.